# Chiến tranh Ả Rập – Israel 1948
Chiến tranh Ả Rập – Israel năm 1948, được người Do Thái gọi là Chiến tranh giành độc lập và Chiến tranh giải phóng, còn người Palestine gọi là al Nakba (tiếng Ả Rập: النكبة, "cuộc Thảm họa") là cuộc chiến đầu tiên trong một loạt cuộc chiến giữa Israel và các nước Ả Rập láng giềng.
Cuộc chiến nổ ra ngay khi Chế độ ủy trị Anh tại Palestine kết thúc ngày 15 tháng 5 năm 1948, tiếp tục giai đoạn nội chiến 1947-1948, khi người Ả rập bác bỏ Nghị quyết 181 của Hội đồng Bảo an Liên Hợp Quốc nhằm lập ra một quốc gia Ả rập và một quốc gia Do Thái trên mảnh đất này. Cuộc chiến diễn ra phần lớn trên lãnh thổ Ủy trị Palestine thuộc Anh và trong một thời gian ngắn tại bán đảo Sinai. Cuộc chiến kết thúc với Hiệp định ngưng bắn 1949, nhưng cuộc Xung đột Ả Rập-Israel vẫn tiếp diễn.

#### Chiến tranh thế giới thứ hai

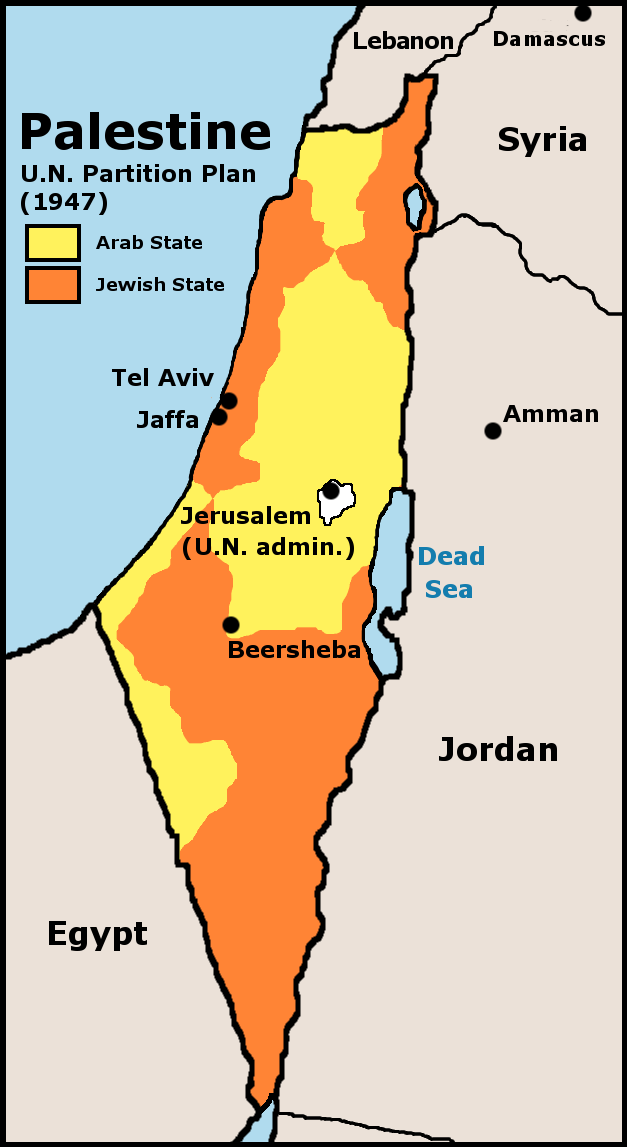
Bản đồ phân chia Palestine của Liên hiệp quốc